# Alessandro Sanquirico
Alessandro Sanquirico (Milão, 27 de julho de 1777 — Milão, 12 de março de 1849) foi um cenógrafo, pintor e arquiteto que se destacou no norte da Itália e criou uma importante escola que influenciou a cenografia europeia de meados do século XIX, estando na origem do denominado teatro à italiana. 

## Biografia
Como arquitecto colaborou na construção do Teatro alla Scala de Milão, do Teatro Alberti de Desenzano del Garda, do Teatro Sociale de Canzo, do Teatro Sociale de Como e do Teatro Municipal de Piacenza. Projectou, com Andrea Appiani e Paolo Bargigli, a Arena de Milão.
Ascendeu à posição de cenógrafo mais importante da sua época, sendo recordado em particular pelas cenografias criadas para o célebre bailarino Salvatore Viganò.
Collaborou como pintor no restauro da Catedral de Milão, criando uma elaborada simulação de um guarda-vento em estilo gótico. Ficaram também célebres as gravuras das suas vistas da cidade de Milão.